# Jaroslav Šafránek
Jaroslav Šafránek (23. května 1890 Plzeň – 22. srpna 1957 Praha) byl český fyzik, konstruktér a průkopník televize a televizního přenosu v Československu. V roce 1935 zkonstruoval vlastní typ televizní příjmače a zabýval se také principy barevného televizního přenosu.

## Život

### Mládí
Narodil se do rodiny krejčího v Plzni, v domě u Zvonu na Pražském předměstí (kde kdysi provozoval svou elektrikářskou dílnu František Křižík). Roku 1909 absolvoval v Plzni gymnázium a následně nastoupil ke studiu fyziky a matematiky na Filozofické fakultě Karlo-Ferdinandovy univerzity v Praze. Při studiu se mj. zaměřoval také na experimentální fyziku. Roku 1913 se stal odborným asistentem prof. dr. Bohumila Kučery, roku 1914 pak studium završil doktorátem. Na fakultě chtěl působit i nadále, provoz vysokých škol bych však omezen vypuknuvší první světovou válkou. Šafránek se následně zaměřil na problematiku praktického využití fyziky, a především elektrotechniky, v lékařství. V roce 1916 působil na stáži při fyzioterapiích v sanatoriu v Podolí u dr. Mladějovského, v dalších letech též absolvoval několik cyklů přednášek na pražské Lékařské fakultě.

### Československo
Po vzniku Československa pokračoval v akademické dráze. Počátkem 20. let 20. století spolupracoval s nově vzniklou Československou armádou na vývoji akustických zařízení využitelných v protiletecké obraně. V téže době se také zasloužil, spolu s prof. Vítězslavem Chlumským, o vznik fonetické laboratoře na Univerzitě Karlově. V letech 1922 až 1923 pak absolvoval odbornou stáž na univerzitě ve Štrasburku u prof. Pierra Weisse, kde se zabýval výzkumem v oboru experimentální fyziky. Po návratu do ČSR pokračoval v akademické činnosti a roku 1927 získal soukromou docenturu z experimentální fyziky. Od roku 1934 potom vyučoval fyziku na Vysoké škole zemědělského a lesnického inženýrství pod ČVUT.
Žil střídavě v Plzni, kde si v městské části Bezovka nechal postavit rodinnou vilu, a v Praze.

### Televizní přenos
Poté, co byl roku 1925 představen skotským technikem Johnem Lodgie Bairdem první prototyp televizoru, začal se Šafránek tímto oborem intenzivně zabývat. Rovněž se začal pokoušet sestrojit televizor vlastní konstrukce, přičemž vycházel principu sítnice oka, jejíž tyčinky a čípky nahradil soustavou fotočlánků. Roku 1928 se na výstavě Britského impéria taktéž seznámil s vynálezcem Bairdem a s jeho výtvorem, což jej nadále povzbudilo k práci. Výsledkem následného sedmiletého snažení byl roku 1935 dokončený Šafránkův vlastní prototyp televizoru s celkem třiceti promítacími řádky, zkonstruovaný na pražské univerzitě s dopomocí jeho kolegů a studentů. Nákup součástek a materiálu byl realizován ze soukromých prostředků, v závěrečné fázi dopomohl též finanční příspěvek získaní díky prof. Ernestovi.

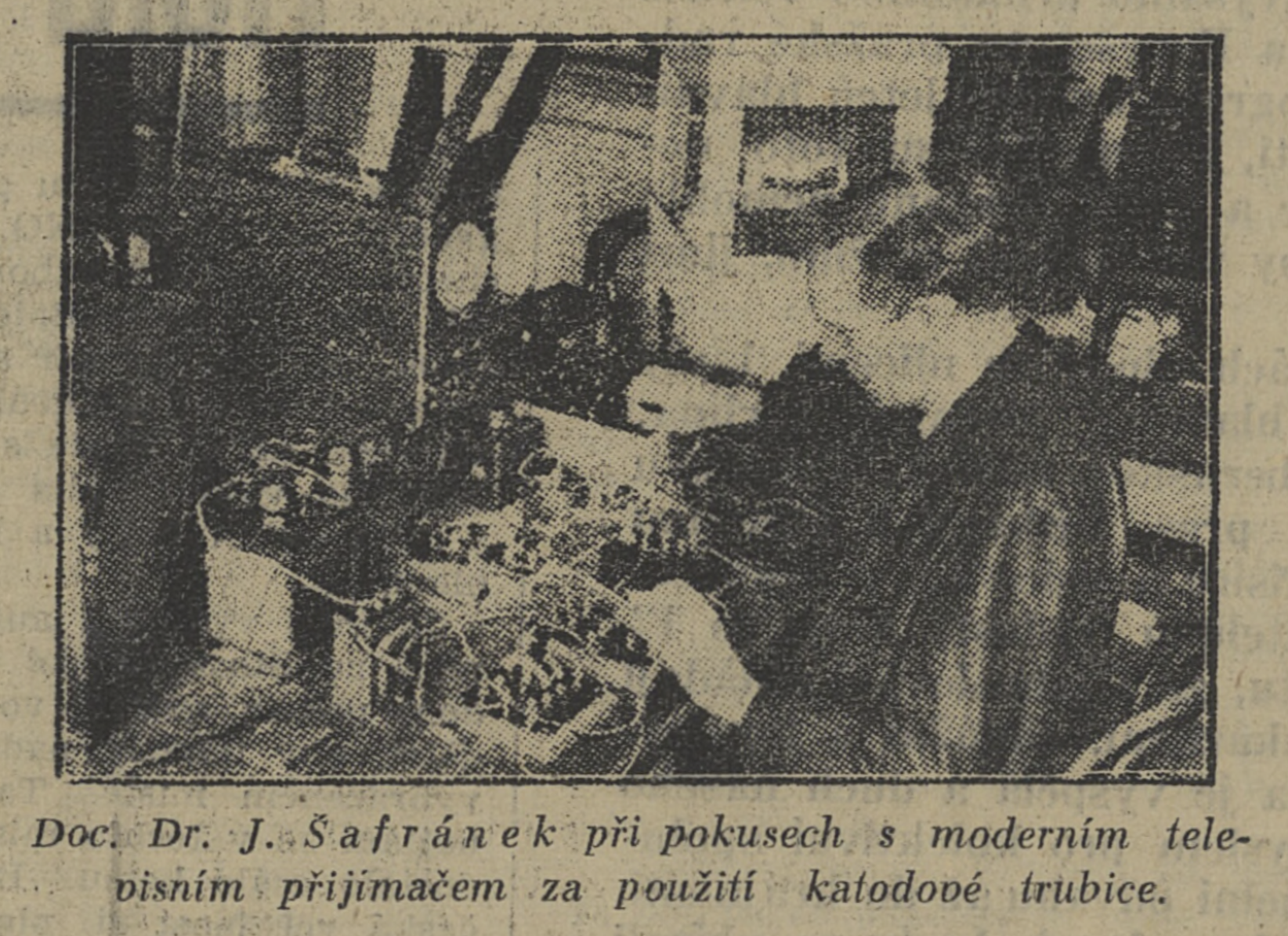
Doc. Dr. J. Šafránek při pokusech s moderním televisním přijímačem za použití katodové trubice (Večer, 1937)

K úspěšné demonstraci zařízení došlo 10. prosince 1935 v Praze za účasti především akademiků a studentů. To se stalo důležitým Šafránkovým úspěchem. Následně se stal předním československým expertem na tento nový fenomén: poskytoval vyjádření médiím, pořádal o televizi desítky přednášek po celé zemi a roku 1936 vydal knihu Televise, vůbec první pojednání o televizi v češtině. Navrhl také český termín pro televizi, rozjev (dle vzoru termínu rozhlas). Nadále pak stavěl televizory s většími počty řádků. Byl také držitelem několika technických patentů, mj. se zabýval také principem barevné televize. Roku 1937 absolvoval studijní cestu do Berlína.
Uzavření vysokých škol následkem německé okupace roku 1939 znamenalo též zastavení Šafránkových výzkumů, včetně dokončení televizního příjímače s počtem 240 promítacích řádků.

### Po roce 1945
Po osvobození Československa a skončení války se k vědecké práci v oblasti televize již soustavně nevrátil. Záhy se však zapojil do aktivit souvisejících se vznikem vysokých škol v jeho rodné Plzni, sdružené pod tzv. Husovu univerzitu: Pedagogické fakulty a Vysoké školy strojní a elektrotechnické. Již koncem roku 1945 uspořádal první přednášky fyziky v budově univerzity, pozdějšího sídla Komorního divadla. Podílel se také na vzniku Lékařské fakulty Univerzity Karlovy v Plzni, jejíhož založení byl 16. prosince 1945 přítomen. Roku 1946 získal v Plzni profesuru.[chybí lepší zdroj] Vedle přednášek se nadále věnoval konstrukci mj. asynchronního motor s plynulou regulací otáček, měřidlo radioaktivity a další či překladům odborné literatury z němčiny a francouzštiny.
V letech 1948 až 1949 vykonával funkci děkana plzeňské Lékařské fakulty. V Plzni plně působil až do roku 1955, kdy přijal místo přednosty ústavu lékařské fyziky a vedoucího katedry lékařské fyziky na Lékařské fakultě Univerzity Karlovy v Praze.

### Úmrtí
Jaroslav Šafránek zemřel 22. srpna 1957 v Praze, kam byl převezen z rodinného výletu do Spáleného Poříčí a lékařské vyšetření prokázalo krvácení do mozku. Pohřben byl na Ústředním hřbitově v Plzni.

### Památka
Po roce 1989 byl jeden z pavilonů plzeňské Lékařské fakulty na jeho počest pojmenován Šafránkův pavilon. Roku 2010 byl o Šafránkovi natočen třicetiminutový dokumentární film Vizionář televize Jaroslav Šafránek režiséra Martina Štolla.